# Forte della Revère
Il forte della Revère (in francese fort de la Revère) è una struttura militare costruita tra il 1882 e il 1885 sopra il villaggio di Èze (in francese Èze) nel Parco della Grande Corniche nel dipartimento Alpi Marittime. 

Il forte è situato a 696 metri sopra il livello del mare e domina un crinale lungo la costa che va dall'Italia fino al Massiccio dell'Esterel. 

Fino al 1886 era anche conosciuto come Forte Anselmo.

## Presentazione
Il forte è parte di un insieme di fortificazioni semi-interrate costruite dal 1874 fino all'inizio della prima guerra mondiale, lungo i confini delle coste francesi ed è stato concepito come parte integrante del Sistema Séré de Rivières. 

Di tipologia cosiddetta "forte a massiccio centrale con batteria bassa" è costituito da batterie basse e periferiche e con accasermamenti posti in alto nella parte centrale.
Il progetto appare in un rapporto del 1877 del comandante Wagner, comandante del Genio Militare di Nizza e le planimetrie sono state decise dal capitano Rougier nel 1878. Il suo perimetro trapezoidale è circondato interamente da un fossato asciutto costellato di caponiere ed il suo armamento era costituito da 16 cannoni e quattro mortai. Questo sistema fu integrato con tre batterie annesse e detta la Calanca, la Forna e Samboules. 

Con il suo forte omologo, denominato Forte della Drète, ha difeso la via d'accesso attraverso le valli.
Durante la seconda guerra mondiale, il governo di Vichy, vi trasferì dei prigionieri alleati, per lo più piloti inglesi. Dopo la seconda guerra mondiale il forte è stato dismesso e chiuso al pubblico.

## Progetto
Vi era in progetto, entro il 2012, la creazione, sul sito del forte e nei suoi dintorni, di un centro di educazione e formazione per lo sviluppo sostenibile, in collaborazione con la Fondazione Nicolas Hulot.
Il Consiglio Generale delle Alpi Marittime ha garantito la ristrutturazione del forte e l'aggiornamento dei suoi standard di sicurezza secondo le norme di costruzione haute qualité environnementale (HQE) per un investimento totale di poco meno di 15 milioni di Euro (sistema di pannelli solari, di celle fotovoltaiche, di pale eoliche e di un sistema di gestione delle acque reflue grazie a dei giardini filtranti).